# ULPower
ULPower Aero Engines is een Belgische firma die motoren ontwerpt, produceert en verkoopt, specifiek voor lichte vliegtuigen.
Het betreft 4 en 6 cilinder luchtgekoelde verbrandingsmotoren van het type “boxer”. Alle motoren zijn FADEC gestuurd en volgens de modernste technieken gebouwd.
De verkoop verloopt via het hoofdkantoor in België of via een van de 16 dealers wereldwijd: Verenigde Staten, Latijns-Amerika, Zuid-Afrika, Australië en Nieuw-Zeeland, China, Tsjechië, Engeland, Italië, Litouwen, Rusland, Canada, Roemenië , Spanje, Portugal, Frankrijk, Duitsland, Zwitserland, Oekraïne. Het dealernetwerk wordt stapsgewijs verder uitgebreid. 

## Geschiedenis
In het begin van de jaren 2000 is een groepje Vlamingen begonnen met de ontwikkeling van een moderne, lichte motor voor toepassing in de luchtvaart. Zij hadden de technologie en de kennis in huis om een moderner alternatief voor de bestaande vliegtuigmotoren op de markt te brengen. Na 3 jaar van ontwikkeling en na verschillende prototypes te hebben getest, is de eerste UL260i 72 kW (97 pk) geïnstalleerd in een ULM-vliegtuigje (een Lambert Mission M106). De eerste vluchten vonden plaats in december 2005. Toen na vele duurtesten op de grond en in de lucht de betrouwbaarheid van de motor gewaarborgd bleek, is het project formeel in een vennootschap ingebracht. De oprichting vond plaats in maart 2006. De ambitie van de firma is verder te gaan met het ontwikkelen en produceren van motoren voor klanten die specifiek op zoek zijn naar een licht gewicht, vermogen en betrouwbaarheid. De serieproductie van motoren is begonnen eind 2006.
In de eerste jaren is de UL260i in verschillende populaire ULM's ingebouwd, zoals Mission M106, Storch, Zenair Zodiac CH601, Escapade, Dynaero MCR01, Hannuman X-Air, enz.
In 2009 heeft ULPower een aantal nieuwigheden op de markt gebracht: de UL260iS 80 kW (107 hp), de UL260iSa 80 kW (107 hp) (speciaal uitgerust voor aerobatiek) en de UL350iS 93 kW (125 hp). Specifiek voor de Franse markt zijn ook twee aangepaste versies beschikbaar, nl. de UL260iF 74 kW (100hp) gebaseerd op de UL260iS en de UL350iF 90 kW (120 hp) gebaseerd op de UL350iS.
In 2010 werd de UL350iHPS gelanceerd voor autogiro en lichte helikopters.
Met de komst van de 6 cilinder motoren (UL390i, UL390iS, UL520i en UL520iS) in 2013 werd het gamma verder uitbereid met krachtigere motoren.
In 2015 werd op vraag van een klant een reverse rotation optie ontwikkeld.
De optie geforceerde koeling werd ontwikkeld in 2016. Het jaar nadien (2017) werd de eerste verticale installatie gebouwd. Tot slot kwam in 2021 de, door een turbo aangedreven, UL520T motor op de markt. 

## Beschikbare motoren
- UL260i: 72 kW (97 hp), 2592 cc, boxer, rechtstreekse aandrijving, luchtgekoeld, elektronische injectie, FADEC
- UL260iS: 80 kW (107 hp), 2592 cc, boxer, rechtstreekse aandrijving, luchtgekoeld, elektronische injectie, FADEC
- UL260iSa: 80 kW (107 hp), 2592 cc, boxer, rechtstreekse aandrijving, luchtgekoeld, elektronische injectie, FADEC, aangepast voor aerobatiek
- UL260iF: 74 kW (100 hp), 2592 cc, boxer, rechtstreekse aandrijving, luchtgekoeld, elektronische injectie, FADEC
- UL350i: 88 kW (118 hp), 3503 cc, boxer, rechtstreekse aandrijving, luchtgekoeld, elektronische injectie, FADEC
- UL350iS: 97 kW (130 hp), 3503 cc, boxer, rechtstreekse aandrijving, luchtgekoeld, elektronische injectie, FADEC
- UL350iSA: 97 kW (130 hp), 3503 cc, boxer, rechtstreekse aandrijving, luchtgekoeld, elektronische injectie, FADEC, aangepast voor aerobatiek
- UL350iHPS: 112 kW (150 hp), 3503 cc, boxer, rechtstreekse aandrijving, luchtgekoeld, elektronische injectie, FADEC, geforceerde koeling
- UL390i: 104 kW (140 hp), 3888 cc, boxer, rechtstreekse aandrijving, luchtgekoeld, elektronische injectie, FADEC
- UL390iS: 119 kW (160 hp), 3888 cc, boxer, rechtstreekse aandrijving, luchtgekoeld, elektronische injectie, FADEC
- UL390iSA: 119 kW (160 hp), 3888 cc, boxer, rechtstreekse aandrijving, luchtgekoeld, elektronische injectie, FADEC, aangepast voor aerobatiek
- UL520i: 134 kW (180 hp), 5254 cc, boxer, rechtstreekse aandrijving, luchtgekoeld, elektronische injectie, FADEC
- UL520iS: 150 kW (200 hp), 5254 cc, boxer, rechtstreekse aandrijving, luchtgekoeld, elektronische injectie, FADEC
- UL520iSA: 150 kW (200 hp), 5254 cc, boxer, rechtstreekse aandrijving, luchtgekoeld, elektronische injectie, FADEC, aangepast voor aerobatiek
- UL520iSRR: 150 kW (200 hp), 5254 cc, boxer, rechtstreekse aandrijving, luchtgekoeld, elektronische injectie, FADEC, Reverse Rotation
- UL520T: 164 kW (220 hp), 5254 cc, boxer, rechtstreekse aandrijving, luchtgekoeld, elektronische injectie, FADEC, turbocharged